# Liste des conjoints des souverains de Luxembourg

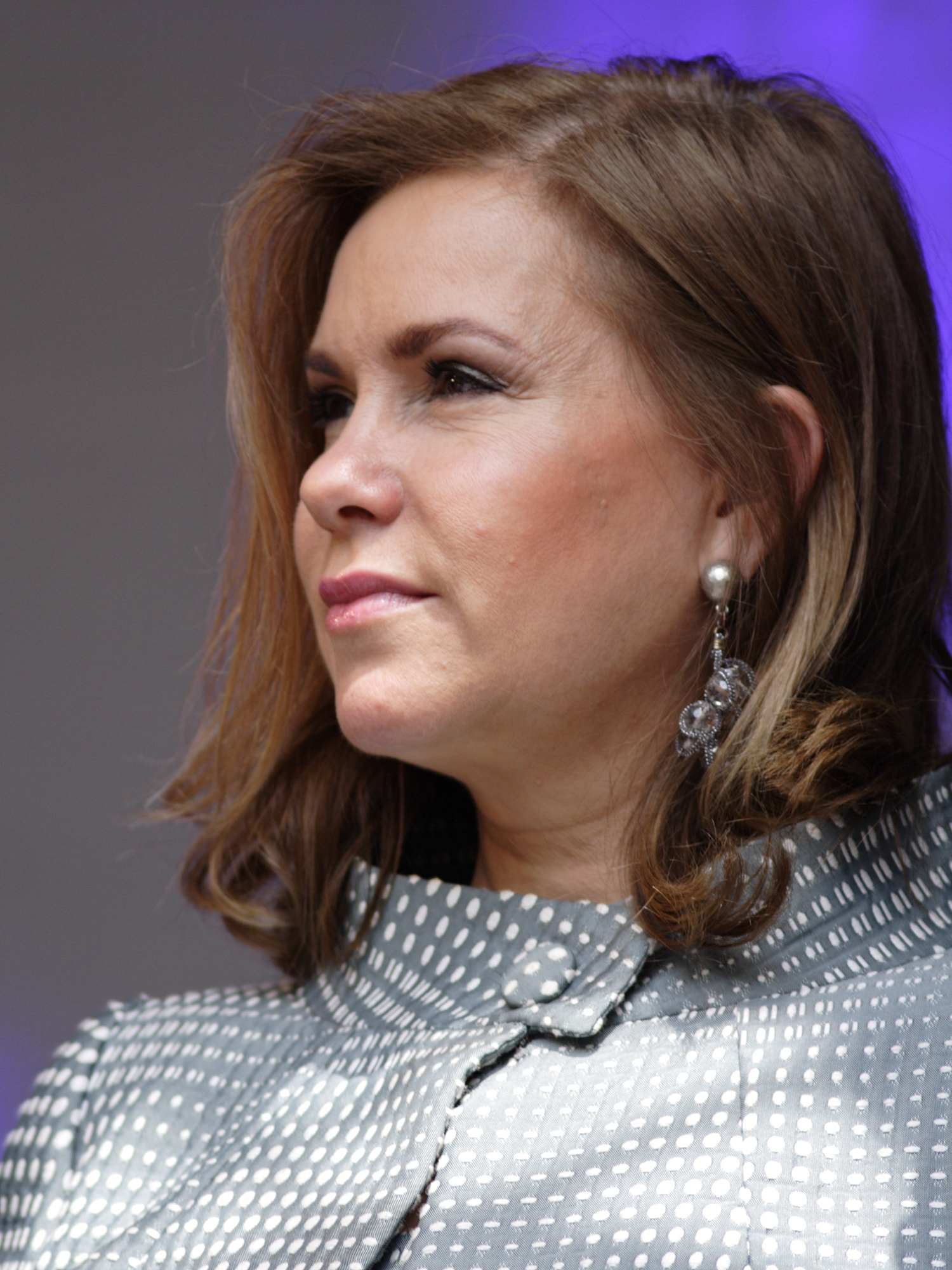
María Teresa Mestre Batista, actuelle grande-duchesse consort de Luxembourg depuis le 7 octobre 2000.

Cet article donne la liste des conjoints des souverains luxembourgeois.

## Maison d'Ardenne (963-1136)
| Nom (dates)                       | Époux                                                                                | Titres | Eléments biographiques |
| --------------------------------- | ------------------------------------------------------------------------------------ | --- | --- |
| Hedwige de Nordgau (937-992)      | - Sigefroid de Luxembourg (mariage en 950)                                           | - Comtesse de Luxembourg (963-992)                                                                                       | - Princesse étichonide. Fille d'Eberhard IV de Nordgau et de Liutgarde de Lotharingie. - Mère d'Henri V de Bavière, de Frédéric de Luxembourg, de Cunégonde de Luxembourg et Luitgarde de Luxembourg.       |
| Clémence d'Aquitaine (1060-1142)  | - Conrad Ier de Luxembourg (mariage en 1075) - Gérard Ier de Gueldre                 | - Comtesse de Luxembourg (1075-1086) - Comtesse de Wassenberg et de Gueldre (?-1129)                                     | - Princesse de la Maison de Poitiers-Aquitaine. Fille de Guillaume VII d'Aquitaine. - Mère d'Henri III de Luxembourg, d'Ermesinde de Luxembourg, de Guillaume Ier de Luxembourg et de Gérard II de Gueldre. |
| Mathilde de Northeim (1080-1120)  | - Guillaume Ier de Luxembourg (mariage en 1105)                                      | - Comtesse de Luxembourg (1105-1120)                                                                                     | - Princesse de la Maison de Northeim. Fille de Kuno de Beichlingen. - Mère de Conrad II de Luxembourg. |
| Ermengarde de Zutphen (1091-1138) | - Gérard II de Gueldre (mariage en 1116) - Conrad II de Luxembourg (mariage en 1134) | - Comtesse de Zutphen (de plein droit, 1122-1138) - Comtesse de Gueldre (1129-1131) - Comtesse de Luxembourg (1134-1136) | - Princesse de la Maison de Zutphen. Fille d'Otton II de Zutphen et de Judith d'Arnstein. - Mère d'Henri Ier de Gueldre.                                                                                    |

## Maison de Namur (1136-1247)
| Portrait | Nom (dates)                         | Conjoint(s) | Titres | Eléments biographiques |
| -------- | ----------------------------------- | --- | --- | --- |
|          | Laurette d'Alsace (1130-1170)       | - Ivan d'Alost - Henri II de Limbourg (mariage en 1150) - Raoul Ier de Vermandois (mariage en 1152) - Henri IV de Luxembourg (mariage en 1157) | - Dame d'Alost (?-1145) - Duchesse de Limbourg (1150-1152) - Comtesse de Vermandois, d'Amiens et de Valois (1152) - Comtesse de Luxembourg et de Namur (1157-1163) | - Princesse de la Maison d'Alsace. Fille de Thierry d'Alsace et de Marguerite de Clermont-Beauvaisis.                                                                                                  |
|          | Agnès de Gueldre (1155-1196)        | - Henri IV de Luxembourg (mariage en 1169) | - Comtesse de Luxembourg et de Namur (1169-1196) | - Princesse de la Maison de Wassenberg. Fille d'Henri Ier de Gueldre et d'Agnès d'Arnstein. - Mère d'Ermesinde Ire de Luxembourg.                                                                      |
|          | Thiébaut Ier de Bar (1158-1214)     | - Laurette de Looz (mariage en 1176) - Ermesinde de Bar-sur-Seine (mariage en 1189) - Ermesinde Ire de Luxembourg (mariage en 1196)            | - Comte de Bar (1190-1214) - Comte de Luxembourg (1197-1214) | - Prince de la Maison de Scarpone. Fils de Renaud II de Bar et d'Agnès de Blois. - Père d'Henri II de Bar.                                                                                             |
|          | Waléran III de Limbourg (1180-1226) | - Cunégonde de Lorraine - Ermesinde Ire de Luxembourg (mariage en 1214)                                                                        | - Comte de Luxembourg (1214-1226) - Duc de Limbourg (1221-1226) | - Prince de la Maison d'Ardenne. Fils d'Henri III de Limbourg et de Sophie de Sarrebruck. - Père d'Henri IV de Limbourg, d'Henri V de Luxembourg, de Gérard Ier de Durbuy et de Catherine de Limbourg. |

## Maison de Luxembourg (1247-1442)
| Portrait | Nom (dates)                           | Époux                                                                                       | Titres | Eléments biographiques | Armoiries |
| -------- | ------------------------------------- | ------------------------------------------------------------------------------------------- | --- | --- | --------- |
|          | Marguerite de Bar (1220-1275)         | - Henri V de Luxembourg (mariage en 1240)                                                   | - Comtesse d'Arlon (1240-1264) - Comtesse de Luxembourg et de La Roche (1247-1275) - Comtesse de Namur (1256-1264)                                                                                                | - Princesse de la Maison de Scarpone. Fille d'Henri II de Bar et de Philippa de Dreux. - Mère d'Henri VI de Luxembourg, de Waleran Ier de Luxembourg-Ligny, d'Isabelle de Luxembourg et de Philippa de Luxembourg. |           |
|          | Béatrice d'Avesnes (1240-1321)        | - Henri VI de Luxembourg (mariage en 1265)                                                  | - Comtesse de Luxembourg et d'Arlon (1281-1288) | - Princesse de la Maison d'Avesnes. Fille de Baudoin d'Avesnes et de Félicité de Coucy. - Mère d'Henri VII de Luxembourg et de Baudouin de Luxembourg.                                                             |           |
|          | Marguerite de Brabant (1276-1311)     | - Henri VII de Luxembourg (mariage en 1292)                                                 | - Comtesse de Luxembourg (1292-1311) - Reine de Germanie (1308-1311) | - Princesse de la Maison de Louvain. Fille de Jean Ier de Brabant et de Marguerite de Dampierre. - Mère de Jean Ier de Bohême, de Marie de Luxembourg et de Béatrice de Luxembourg.                                |           |
|          | Élisabeth de Bohême (1292-1330)       | - Jean Ier de Bohême (mariage en 1310)                                                      | - Reine de Bohême (1310-1330) - Comtesse de Luxembourg (1313-1330) | - Princesse přemyslide. Fille de Venceslas II de Bohême et de Judith de Habsbourg. - Mère de Bonne de Luxembourg, de Charles IV du Saint-Empire, de Jean-Henri de Moravie et d'Anne de Bohême.                     |           |
|          | Béatrice de Bourbon (1320-1383)       | - Jean Ier de Bohême (mariage en 1334)                                                      | - Reine de Bohême et comtesse de Luxembourg (1334-1346) | - Princesse de la Maison de Bourbon. Fille de Louis Ier de Bourbon et de Marie de Hainaut. - Mère de Venceslas Ier de Luxembourg.                                                                                  |           |
|          | Blanche de Valois (1317-1348)         | - Charles IV du Saint-Empire (mariage en 1323)                                              | - Reine de Bohême et comtesse de Luxembourg (1346-1348) - Reine de Germanie (1347-1348) | - Princesse de la Maison de Valois. Fille de Charles de Valois et de Mahaut de Châtillon. - Mère de Marguerite de Luxembourg et de Catherine de Luxembourg.                                                        |           |
|          | Anne du Palatinat (1329-1353)         | - Charles IV du Saint-Empire (mariage en 1349)                                              | - Reine de Germanie et de Bohême, comtesse de Luxembourg (1349-1353) | - Princesse de la Maison de Wittelsbach. Fille de Rodolphe II du Palatinat et d'Anne de Carinthie. |           |
|          | Jeanne de Brabant (1322-1406)         | - Guillaume II de Hainaut (mariage en 1334) - Venceslas Ier de Luxembourg (mariage en 1352) | - Comtesse de Hainaut et de Hollande (1337-1345) - Duchesse de Luxembourg (1353-1383) - Duchesse de Brabant (de plein droit, 1355-1406)                                                                           | - Princesse de la Maison de Louvain. Fille de Jean III de Brabant et de Marie d'Évreux. |           |
|          | Jeanne de Bavière (1362-1386)         | - Venceslas de Luxembourg (mariage en 1370)                                                 | - Électrice de Brandebourg (1373-1378) - Reine de Germanie (1376-1386) - Reine de Bohême (1378-1386) - Duchesse de Luxembourg (1383-1386)                                                                         | - Princesse de la Maison de Wittelsbach. Fille d'Albert Ier de Hainaut et de Marguerite de Brzeg. |           |
|          | Sophie de Bavière (1376-1428)         | - Venceslas de Luxembourg (mariage en 1389)                                                 | - Reine de Germanie (1389-1400) - Reine de Bohême et duchesse titulaire de Luxembourg (1389-1419) | - Princesse de la Maison de Wittelsbach. Fille de Jean II de Bavière et de Catherine de Goritz. |           |
|          | Barbe de Cilley (1392-1451)           | - Sigismond de Luxembourg (mariage en 1408)                                                 | - Reine de Hongrie (1408-1437) - Reine de Germanie et électrice de Brandebourg (1411-1437) - Reine de Bohême (1419-1437) - Duchesse titulaire de Luxembourg (1419-1433) - Impératrice du Saint-Empire (1433-1437) | - Princesse de la Maison de Cilley. Fille d'Herman II de Celje et d'Anne de Schaunberg. - Mère d'Élisabeth de Luxembourg.                                                                                          |           |
|          | Albert II du Saint-Empire (1397-1439) | - Élisabeth de Luxembourg (mariage en 1421)                                                 | - Duc d'Autriche (1404-1439) - Roi de Hongrie et - de Bohême, duc titulaire de Luxembourg (1437-1439) - Roi de Germanie (1438-1439)                                                                               | - Prince de la Maison de Habsbourg. Fils d'Albert IV d'Autriche et de Jeanne-Sophie de Bavière. - Père d'Anne de Luxembourg, d'Élisabeth de Habsbourg et de Ladislas Ier de Bohême.                                |           |

## Maison de Habsbourg (1442-1459)
| Portrait | Nom (dates)                          | Épouse                                 | Titres                                                                        | Eléments biographiques |
| -------- | ------------------------------------ | -------------------------------------- | ----------------------------------------------------------------------------- | --- |
|          | Guillaume II de Thuringe (1425-1482) | - Anne de Luxembourg (mariage en 1446) | - Landgrave de Thuringe (1445-1482) - Duc titulaire de Luxembourg (1457-1459) | - Prince de la Maison de Wettin. Fils de Frédéric Ier de Saxe et de Catherine de Brunswick-Lunebourg. - Père de Marguerite de Thuringe. |

## Maison de Valois (1459-1461)
| Portrait | Nom (dates)                     | Époux                                     | Titres                                                                                                   | Eléments biographiques | Armoiries |
| -------- | ------------------------------- | ----------------------------------------- | --- | --- | --------- |
|          | Marie d'Anjou (1404-1463)       | - Charles VII de France (mariage en 1422) | - Dauphine de France (1422) - Reine de France (1422-1461) - Duchesse titulaire de Luxembourg (1459-1461) | - Princesse de la Maison de Valois-Anjou. Fille de Louis II d'Anjou et de Yolande d'Aragon. - Mère de Louis XI de France, de Radegonde de France, de Catherine de France, de Yolande de France, de Jeanne de France, de Madeleine de France et de Charles de France. |           |
|          | Charlotte de Savoie (1440-1483) | - Louis XI de France (mariage en 1451)    | - Dauphine de France (1451-1461) - Reine de France (1461-1483) - Duchesse titulaire de Luxembourg (1461) | - Princesse de la Maison de Savoie. Fille de Louis Ier de Savoie et d'Anne de Lusignan. - Mère d'Anne de France, de Jeanne de France, de François de France et de Charles VIII de France.                                                                            |           |

## Ducs et duchesses engagistes de Luxembourg (1388-1461)
| Portrait | Nom (dates)                      | Conjoint(s)                                                                                  | Titres | Eléments biographiques | Armoiries |
| -------- | -------------------------------- | -------------------------------------------------------------------------------------------- | --- | --- | --------- |
|          | Élisabeth d'Opole (1360-1411)    | - Jobst de Moravie (mariage en 1372)                                                         | - Margravine de Moravie (1375-1411) - Électrice de Brandebourg (1388-1411) - Duchesse engagiste de Luxembourg (1388-1402, 1407-1411) - Reine de Germanie (1410-1411) | - Princesse de la Maison Piast. Fille de Ladislas II d'Opole et d'Élisabeth Bassaraba. |           |
|          | Valentine Visconti (1368-1408)   | - Louis Ier d'Orléans (mariage en 1387)                                                      | - Duchesse d'Orléans et de Valois (1392-1407) - Comtesse d'Angoulême (1394-1407) - Comtesse de Blois (1397-1407) - Comtesse de Périgord (1400-1407) - Duchesse engagiste de Luxembourg (1402-1407) - Comtesse de Vertus (de plein droit, 1402-1408) - Comtesse de Soissons (1404-1407) - Comtesse de Dreux (1407) | - Princesse de la Famille Visconti. Fille de Jean Galéas Visconti et d'Isabelle de France. - Mère de Charles d'Orléans, de Philippe d'Orléans, de Jean d'Orléans et de Marguerite d'Orléans. |           |
|          | Antoine de Brabant (1384-1415)   | - Jeanne de Luxembourg-Saint-Pol (mariage en 1402) - Élisabeth de Goerlitz (mariage en 1409) | - Comte de Rethel (1405-1406) - Duc de Brabant (1406-1415) - Duc engagiste de Luxembourg (1411-1415) | - Princesse de la Maison de Valois-Bourgogne. Fils de Philippe II de Bourgogne et de Marguerite III de Flandre. - Père de Jean IV de Brabant et de Philippe de Saint-Pol.                    |           |
|          | Jean III de Bavière (1373-1424)  | - Élisabeth de Goerlitz (mariage en 1418)                                                    | - Duc de Bavière-Straubing (1417-1424) - Duc engagiste de Luxembourg (1418-1424) | - Prince de la Maison de Witteslsbach. Fils d'Albert Ier de Hainaut et de Marguerite de Brzeg.                                                                                               |           |
|          | Isabelle de Portugal (1397-1471) | - Philippe III de Bourgogne (mariage en 1430)                                                | - Duchesse de Bourgogne, de Brabant et de Limbourg, comtesse de Flandre, de Bourgogne et de Namur (1430-1467) - Comtesse de Hollande, de Zélande et de Hainaut (1433-1467) - Duchesse engagiste de Luxembourg (1441-1461) - Duchesse de Luxembourg (1461-1467)                                                    | - Princesse de la Maison d'Aviz. Fille de Jean Ier de Portugal et de Philippa de Lancastre. - Mère de Charles le Téméraire.                                                                  |           |

## Maison de Valois-Bourgogne (1461-1482)
| Portrait | Nom (dates)                                | Conjoint(s) | Titres | Eléments biographiques | Armoiries |
| -------- | ------------------------------------------ | --- | --- | --- | --------- |
|          | Isabelle de Portugal (1397-1471)           | - Philippe III de Bourgogne (mariage en 1430)                                                                        | - Duchesse de Bourgogne, de Brabant et de Limbourg, comtesse de Flandre, de Bourgogne et de Namur (1430-1467) - Comtesse de Hollande, de Zélande et de Hainaut (1433-1467) - Duchesse engagiste de Luxembourg (1441-1461) - Duchesse de Luxembourg (1461-1467)                                         | - Princesse de la Maison d'Aviz. Fille de Jean Ier de Portugal et de Philippa de Lancastre. - Mère de Charles le Téméraire.                                                                                  |           |
|          | Marguerite d'York (1446-1503)              | - Charles le Téméraire (mariage en 1468)                                                                             | - Duchesse de Bourgogne, de Luxembourg, de Brabant et de Limbourg, comtesse de Flandre, de Bourgogne, de Charolais, de Namur, de Hollande, de Zélande et de Hainaut (1468-1477) - Duchesse de Gueldre et comtesse de Zutphen (1473-1477)                                                               | - Princesse de la Maison d'York. Fille de Richard Plantagenêt et de Cécile Neville. |           |
|          | Maximilien Ier du Saint-Empire (1459-1519) | - Marie de Bourgogne (mariage en 1477) - Anne de Bretagne (mariage en 1490) - Blanche-Marie Sforza (mariage en 1494) | - Duc de Bourgogne, de Luxembourg, de Gueldre, de Brabant et de Limbourg, comte de Flandre, de Bourgogne, de Charolais, de Zutphen, de Namur, de Hollande, de Zélande et de Hainaut (1477-1482) - Roi des Romains (1486-1519) - Archiduc d'Autriche (1493-1519) - Empereur du Saint-Empire (1508-1519) | - Prince de la Maison de Habsbourg. Fils de Frédéric III du Saint-Empire et d'Aliénor de Portugal. - Père de Philippe Ier le Beau, de Marguerite d'Autriche, de Georges d'Autriche et de Léopold d'Autriche. |           |

## Maison de Habsbourg (1482-1700)
| Portrait | Nom (dates)                                    | Époux                                     | Titres | Eléments biographiques | Armoiries |
| -------- | ---------------------------------------------- | ----------------------------------------- | --- | --- | --------- |
|          | Jeanne Ire de Castille (1479-1555)             | - Philippe Ier le Beau (mariage en 1496)  | - Souveraine des Pays-Bas (1496-1506) - Reine de Castille (de plein droit, 1504-1555) - Reine d'Aragon, de Sicile et de Naples (de plein droit, 1516-1555)                                                                        | - Princesse de la Maison de Trastamare. Fille de Ferdinand II d'Aragon et d’Isabelle Ire de Castille. - Mère d'Éléonore de Habsbourg, de Charles Quint, d'Isabelle d'Autriche, de Ferdinand Ier du Saint-Empire, de Marie de Hongrie et de Catherine de Castille. |           |
|          | Isabelle de Portugal (1503-1539)               | - Charles Quint (mariage en 1526)         | - Reine de Germanie (1526-1530) - Reine de Castille, d'Aragon, de Sicile et de Naples, souveraine des Pays-Bas (1526-1539) - Impératrice du Saint-Empire (1530-1539)                                                              | - Princesse de la Maison d'Aviz. Fille de Manuel Ier de Portugal et de Marie d'Aragon. - Mère de Philippe II d'Espagne, de Marie d'Autriche et de Jeanne d'Autriche.                                                                                              |           |
|          | Marie Ire d'Angleterre (1516-1558)             | - Philippe II d'Espagne (mariage en 1554) | - Reine d'Angleterre et d'Irlande (de plein droit, 1553-1558) - Princesse des Asturies (1554-1556) - Reine de Naples et de Sicile, duchesse de Milan (1554-1558) - Reine d'Espagne, souveraine des Pays-Bas espagnols (1556-1558) | - Princesse de la Maison Tudor. Fille d'Henri VIII d'Angleterre et de Catherine d'Aragon. |           |
|          | Élisabeth de France (1545-1568)                | - Philippe II d'Espagne (mariage en 1559) | - Reine d'Espagne, de Naples et de Sicile, duchesse de Milan, souveraine des Pays-Bas espagnols (1559-1568) | - Princesse de la Maison de Valois. Fille d'Henri II de France et de Catherine de Médicis. - Mère d'Isabelle-Claire-Eugénie d'Autriche et de Catherine-Michelle d'Autriche.                                                                                       |           |
|          | Anne d'Autriche (1549-1580)                    | - Philippe II d'Espagne (mariage en 1570) | - Reine d'Espagne, de Naples et de Sicile, duchesse de Milan, souveraine des Pays-Bas espagnols (1570-1580) | - Princesse de la Maison de Habsbourg. Fille de Maximilien II du Saint-Empire et de Marie d'Autriche. - Mère de Ferdinand d'Autriche, de Diègue d'Autriche et de Philippe III d'Espagne.                                                                          |           |
|          | Isabelle-Claire-Eugénie d'Autriche (1566-1633) | - Albert d'Autriche (mariage en 1598)     | - Souveraine des Pays-Bas espagnols (1598-1621) - Gouvernante des Pays-Bas espagnols (1621-1633) | - Princesse de la Maison de Habsbourg. Fille de Philippe II d'Espagne et d'Élisabeth de France. |           |
|          | Élisabeth de France (1602-1644)                | - Philippe IV d'Espagne (mariage en 1615) | - Princesse des Asturies (1615-1621) - Reine d'Espagne, de Naples, de Sicile et de Portugal, duchesse de Milan, souveraine des Pays-Bas espagnols (1621-1644)                                                                     | - Princesse de la Maison de Bourbon. Fille d'Henri IV de France et de Marie de Médicis. - Mère de Balthazar-Charles d'Autriche et de Marie-Thérèse d'Autriche. |           |
|          | Marie-Anne d'Autriche (1634-1696)              | - Philippe IV d'Espagne (mariage en 1649) | - Reine d'Espagne, de Naples, de Sicile et de Portugal, duchesse de Milan, souveraine des Pays-Bas espagnols (1649-1665) - Régente du royaume d'Espagne (1665-1675)                                                               | - Princesse de la Maison de Habsbourg. Fille de Ferdinand III du Saint-Empire et de Marie-Anne d'Autriche. - Mère de Marguerite-Thérèse d'Autriche, de Philippe-Prosper d'Autriche et de Charles II d'Espagne.                                                    |           |
|          | Marie-Louise d'Orléans (1662-1689)             | - Charles II d'Espagne (mariage en 1679)  | - Reine d'Espagne, de Naples, de Sicile et de Portugal, duchesse de Milan, souveraine des Pays-Bas espagnols (1679-1689) | - Princesse de la Maison d'Orléans. Fille de Philippe d’Orléans et d'Henriette d'Angleterre. |           |
|          | Marie-Anne de Neubourg (1667-1740)             | - Charles II d'Espagne (mariage en 1690)  | - Reine d'Espagne, de Naples, de Sicile et de Portugal, duchesse de Milan, souveraine des Pays-Bas espagnols (1690-1700) | - Princesse de la Maison de Witteslsbach. Fille de Philippe-Guillaume de Neubourg, et d'Élisabeth-Amélie de Hesse-Darmstadt. |           |

## Maison de Bourbon (1700-1710)
| Portrait | Nom (dates)                                  | Époux                                    | Titres | Eléments biographiques | Armoiries |
| -------- | -------------------------------------------- | ---------------------------------------- | --- | --- | --------- |
|          | Marie-Louise-Gabrielle de Savoie (1688-1714) | - Philippe V d'Espagne (mariage en 1701) | - Reine d'Espagne et duchesse de Milan (1701-1714) - Reine de Naples, de Sicile et de Sardaigne (1701-1713) - Souveraine des Pays-Bas espagnols (1701-1710) | - Princesse de la Maison de Savoie. Fille de Victor-Amédée II de Savoie et d'Anne-Marie d'Orléans. - Mère de Louis Ier d'Espagne et de Ferdinand VI d'Espagne. |           |

## Maison de Habsbourg (1715-1780)
| Portrait | Nom (dates)                                               | Conjoint                                       | Titres | Eléments biographiques | Armoiries |
| -------- | --------------------------------------------------------- | ---------------------------------------------- | --- | --- | --------- |
|          | Élisabeth-Christine de Brunswick-Wolfenbüttel (1691-1750) | - Charles VI du Saint-Empire (mariage en 1708) | - Impératrice du Saint-Empire, reine de Germanie, de Hongrie et de Bohême, archiduchesse d'Autriche (1711-1740) - Reine de Naples (1714-1735) - Duchesse de Milan (1714-1740) - Souveraine des Pays-Bas autrichiens (1715-1740) - Duchesse de Parme et Plaisance (1735-1740)        | - Princesse de la Maison de Brunswick. Fille de Louis-Rodolphe de Brunswick-Wolfenbüttel et de Christine-Louise d'Oettingen-Oettingen. - Mère de Marie-Thérèse d'Autriche et de Marie-Anne d'Autriche. |           |
|          | François Ier du Saint-Empire (1708-1765)                  | - Marie-Thérèse d'Autriche (mariage en 1736)   | - Duc de Lorraine (1729-1737) - Grand-duc de Toscane (1737-1765) - Roi de Hongrie et de Bohême, archiduc d'Autriche, duc de Milan et souverain des Pays-Bas autrichiens (1740-1765) - Duc de Parme et Plaisance (1740-1748) - Empereur du Saint-Empire, roi de Germanie (1745-1765) | - Prince de la Maison de Lorraine. Fils de Léopold Ier de Lorraine et d’Élisabeth-Charlotte d'Orléans. - Père de Marie-Élisabeth d'Autriche, de Marie-Anne d'Autriche, de Marie-Caroline d'Autriche, de Joseph II du Saint-Empire, de Marie-Christine d'Autriche, de Marie-Élisabeth d'Autriche, de Charles-Joseph d'Autriche, de Marie-Amélie d'Autriche, de Léopold II du Saint-Empire, de Marie-Caroline d'Autriche, de Marie-Jeanne-Gabrielle d'Autriche, de Marie-Josèphe d'Autriche, de Marie-Caroline d'Autriche, de Ferdinand d'Autriche-Este, de Marie-Antoinette d'Autriche et de Maximilien-François d'Autriche. |           |

## Maison de Habsbourg-Lorraine (1780-1794)
| Portrait | Nom (dates)                                 | Époux                                          | Titres | Eléments biographiques |
| -------- | ------------------------------------------- | ---------------------------------------------- | --- | --- |
|          | Marie-Louise d'Espagne (1745-1792)          | - Léopold II du Saint-Empire (mariage en 1765) | - Grande-duchesse de Toscane (1765-1790) - Impératrice du Saint-Empire, reine de Germanie, de Hongrie et de Bohême, archiduchesse d'Autriche, duchesse de Milan, souveraine des Pays-Bas autrichiens (1790-1792)                                    | - Princesse de la Maison de Bourbon. Fille de Charles III d'Espagne et de Marie-Amélie de Saxe. - Mère de Marie-Thérèse d'Autriche, de François Ier d'Autriche, de Ferdinand III de Toscane, de Marie-Anne d'Autriche, de Charles-Louis d'Autriche-Teschen, d'Alexandre Léopold d'Autriche, de Joseph de Habsbourg-Lorraine, de Marie-Clémentine d'Autriche, d'Antoine-Victor d'Autriche, de Marie-Amélie d'Autriche, de Jean-Baptiste d'Autriche, de Rainier d'Autriche, de Louis d'Autriche et de Rodolphe d'Autriche. |
|          | Marie-Thérèse de Bourbon-Naples (1772-1807) | - François Ier d'Autriche (mariage en 1790)    | - Duchesse de Milan (1792-1796) - Souveraine des Pays-Bas autrichiens (1792-1797) - Impératrice du Saint-Empire (1792-1806) - Archiduchesse d'Autriche (1792-1806) - Reine de Hongrie et de Bohême (1792-1807) - Impératrice d'Autriche (1804-1807) | - Princesse de la Maison de Bourbon-Siciles. Fille de Ferdinand Ier des Deux-Siciles et de Marie-Caroline d'Autriche. - Mère de Marie-Louise d'Autriche, de Ferdinand Ier d'Autriche, de Marie-Léopoldine d'Autriche, de Marie-Clémentine de Habsbourg, de Caroline de Habsbourg-Lorraine, de François-Charles d'Autriche et de Marie-Anne d'Autriche. |

## Maison d'Orange-Nassau (1815-1890)
| Portrait | Nom (dates)                                               | Époux                                          | Titres | Eléments biographiques | Armoiries |
| -------- | --------------------------------------------------------- | ---------------------------------------------- | --- | --- | --------- |
|          | Wilhelmine de Prusse (18 novembre 1774 - 12 octobre 1837) | - Guillaume Ier des Pays-Bas (mariage en 1791) | - Princesse (1813-1815) puis reine des Pays-Bas (1815-1837) - Grande-duchesse de Luxembourg (1815-1837)                                                          | - Princesse de la Maison de Hohenzollern. Fille de Frédéric-Guillaume II de Prusse et de Frédérique-Louise de Hesse-Darmstadt. - Mère de Guillaume II des Pays-Bas, de Frédéric d'Orange-Nassau, de Pauline d'Orange-Nassau et de Marianne d'Orange-Nassau. |           |
|          | Anna Pavlovna de Russie (18 janvier 1795 - 1er mars 1865) | - Guillaume II des Pays-Bas (mariage en 1816)  | - Grande-duchesse de Russie (1795-1816) - Princesse d'Orange (1816-1840) - Reine des Pays-Bas, grande-duchesse de Luxembourg et duchesse de Limbourg (1840-1849) | - Princesse de la Maison de Holstein-Gottorp-Romanov. Fille de Paul Ier de Russie et de Sophie-Dorothée de Wurtemberg. - Mère de Guillaume III des Pays-Bas, d'Alexandre des Pays-Bas, d'Henri d'Orange-Nassau et de Sophie des Pays-Bas.                   |           |
|          | Sophie de Wurtemberg (17 juin 1818 - 3 juin 1877)         | - Guillaume III des Pays-Bas (mariage en 1839) | - Princesse d'Orange (1840-1849) - Reine des Pays-Bas et grande-duchesse de Luxembourg (1849-1877) - Duchesse de Limbourg (1849-1867)                            | - Princesse de la Maison de Wurtemberg. Fille de Guillaume Ier de Wurtemberg et de Catherine Pavlovna de Russie. - Mère de Guillaume des Pays-Bas et d'Alexandre des Pays-Bas.                                                                              |           |
|          | Emma de Waldeck-Pyrmont (2 août 1858 - 20 mars 1934)      | - Guillaume III des Pays-Bas (mariage en 1879) | - Reine des Pays-Bas et grande-duchesse de Luxembourg (1879-1890) - Régente des Pays-Bas (1890-1898)                                                             | - Princesse de la Maison de Waldeck-Pyrmont. Fille de Georges-Victor de Waldeck-Pyrmont et d'Hélène de Nassau. - Mère de Wilhelmine des Pays-Bas. |           |

## Maison de Nassau-Weilbourg (1890-)
| Portrait | Nom (dates)                                                         | Conjoint                                       | Titres | Eléments biographiques | Armoiries |
| -------- | ------------------------------------------------------------------- | ---------------------------------------------- | --- | --- | --------- |
|          | Adélaïde d'Anhalt-Dessau (25 décembre 1833 - 24 novembre 1916)      | - Adolphe de Luxembourg (mariage en 1851)      | - Duchesse de Nassau (1851-1866) - Grande-duchesse de Luxembourg (1890-1905)                                                          | - Princesse de la Maison d'Anhalt-Dessau. Fille de Frédéric-Auguste d'Anhalt-Dessau et de Marie-Louise-Charlotte de Hesse-Cassel. - Mère de Guillaume IV de Luxembourg et d'Hilda de Nassau. |           |
|          | Marie-Anne de Bragance (13 juillet 1861 - 1er août 1942)            | - Guillaume IV de Luxembourg (mariage en 1893) | - Grande-duchesse héritière de Luxembourg (1893-1905) - Grande-duchesse de Luxembourg (1905-1912) - Régente de Luxembourg (1908-1912) | - Princesse de la Maison de Bragance. Fille de Michel Ier de Portugal et d'Adélaïde de Löwenstein-Wertheim-Rosenberg. - Mère de Marie-Adélaïde de Luxembourg, de Charlotte de Luxembourg, d'Hilda de Luxembourg, d'Antonia de Luxembourg, d'Élisabeth de Luxembourg et de Sophie de Luxembourg. |           |
|          | Félix de Bourbon-Parme (28 octobre 1893 - 8 avril 1970)             | - Charlotte de Luxembourg (mariage en 1919)    | - Prince de Luxembourg et de Nassau (1919-1964)                                                                                       | - Prince de la Maison de Bourbon-Parme. Fils de Robert Ier de Parme et d'Antonia de Bragance. - Père de Jean de Luxembourg, d'Élisabeth de Luxembourg, de Marie-Adélaïde de Luxembourg, de Marie-Gabrielle de Luxembourg, de Charles de Luxembourg et d'Alix de Luxembourg.                     |           |
|          | Joséphine-Charlotte de Belgique (11 octobre 1927 - 10 janvier 2005) | - Jean de Luxembourg (mariage en 1953)         | - Grande-duchesse héritière de Luxembourg (1953-1964) - Grande-duchesse de Luxembourg (1964-2000)                                     | - Princesse de la Maison de Belgique. Fille de Léopold III de Belgique et d'Astrid de Suède. - Mère de Marie-Astrid de Luxembourg, d'Henri de Luxembourg, de Jean de Luxembourg, de Margaretha de Luxembourg et de Guillaume de Luxembourg.                                                     |           |
|          | María Teresa Mestre (22 mars 1956)                                  | - Henri de Luxembourg (mariage en 1981)        | - Grande-duchesse héritière de Luxembourg (1981-2000) - Grande-duchesse de Luxembourg (2000-)                                         | - Fille de José Antonio Mestre Álvarez et María Teresa Batista Falla. - Mère de Guillaume de Luxembourg, de Félix de Luxembourg, de Louis de Luxembourg, d'Alexandra de Luxembourg et de Sébastien de Luxembourg.                                                                               |           |

## Source
- (en) Cet article est partiellement ou en totalité issu de l’article de Wikipédia en anglais intitulé « Princess Adelheid-Marie of Anhalt-Dessau » (voir la liste des auteurs).